# Nazionale femminile di hockey su prato dell'Unione Sovietica
La nazionale di hockey su prato femminile dell'Unione Sovietica era la squadra femminile di hockey su prato rappresentativa dell'Unione Sovietica, scioltasi nel 1991.

## Partecipazioni

### Mondiali
- 1974 – non partecipa
- 1976 – non partecipa
- 1978 – non partecipa
- 1981 – 3º posto
- 1983 – 10º posto
- 1986 – 8º posto
- 1990 – non partecipa

### Olimpiadi
- 1980 – 3º posto
- 1984 – non partecipa
- 1988 – non partecipa

### Champions Trophy
- 1987 – non partecipa
- 1989 – non partecipa
- 1991 – non partecipa

### EuroHockey Nations Championship
- 1984 – 2º posto
- 1987 – 4º posto
- 1991 – 3º posto